# San Juan del Río (Oaxaca)
San Juan del Río è un comune del Messico, situato nello stato di Oaxaca.